# Вершаут
Вершаут — река в России, протекает в Пензенской и Саратовской областях. Устье реки находится в 104 км от устья Узы по левому берегу. Длина реки составляет 51 км, площадь водосборного бассейна — 734 км².

## Данные водного реестра
По данным государственного водного реестра России относится к Верхневолжскому бассейновому округу, водохозяйственный участок реки — Сура от истока до Сурского гидроузла, речной подбассейн реки — Сура. Речной бассейн реки — (Верхняя) Волга до Куйбышевского водохранилища (без бассейна Оки).
Код объекта в государственном водном реестре — 08010500112110000035703.